# Reinholterode
Reinholterode ist eine Gemeinde in der Verwaltungsgemeinschaft Leinetal im thüringischen Landkreis Eichsfeld.

## Geographische Lage

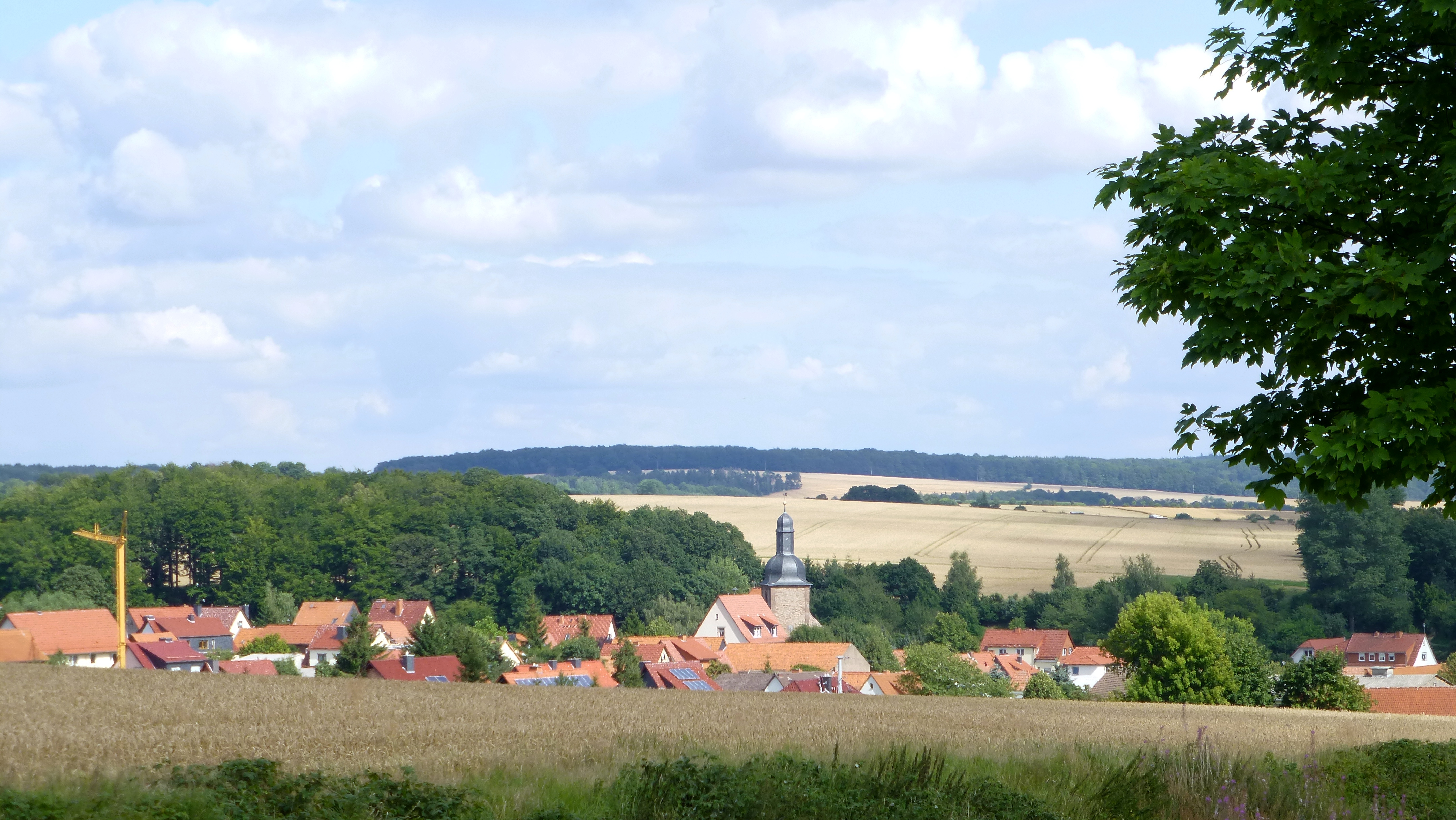
Reinholterode aus westlicher Richtung gesehen

Der Ort liegt sechs Kilometer nordöstlich von Heilbad Heiligenstadt in der Nähe der Bundesautobahn 38 im Buntsandsteinhügelland des Mittleren Eichsfeldes, welches überwiegend landwirtschaftlich genutzt wird. Nachbarorte sind Steinbach im Osten, Bodenrode-Westhausen im Süden, Günterode im Westen.
Der höchste Berg in der Gemarkung ist der Rotenberg (407,1 m) im Nordosten in Richtung Berlingerode. In der Ortslage entspringt der Wildwinkelbach, ein Zufluss des Steinbaches, welcher in Bodenrode in die Leine mündet.

## Geschichte
Der Ort geht vermutlich auf die Rodung eines Reinhold zurück, die urkundliche Ersterwähnung erfolgte 1238.
Reinholterode (bis 1935 offiziell "Rheinholterode") gehörte bis zur Säkularisation zu Kurmainz, von 1802 bis 1945 war er Teil der preußischen Provinz Sachsen. Am 9. April 1945 wurde Reinholterode nach Artilleriebeschuss durch US-Armee besetzt. Auf dem Friedhof finden sich die Gräber von sechs an diesem Tag gefallenen deutschen Soldaten. Anfang Juli 1945 kam der Ort zur sowjetischen Besatzungszone und war ab 1949 Teil der DDR. Von 1961 bis zur Wende und Wiedervereinigung 1989/1990 wurde Reinholterode von der Sperrung der nahen innerdeutschen Grenze beeinträchtigt. Seit 1990 gehört der Ort zum Bundesland, dann Freistaat Thüringen.

### Wappen
Blasonierung: „In Gold auf einem roten Kreuz ein silbernes sechsspeichiges Rad, unter dem Kreuz gekreuzt ein gestürzter schwarzer Schlüssel und eine schwarze Rodehacke; In einem überhöhten roten Schildfuß eine silberne Schlange.“

### Einwohnerentwicklung
Entwicklung der Einwohnerzahl (31. Dezember):
| - 1994: 748 - 1995: 761 - 1996: 768 - 1997: 784 - 1998: 818 - 1999: 814 | - 2000: 816 - 2001: 818 - 2002: 831 - 2003: 820 - 2004: 821 - 2005: 826 | - 2006: 808 - 2007: 803 - 2008: 784 - 2009: 796 - 2010: 798 - 2011: 788 | - 2012: 787 - 2013: 782 - 2014: 771 - 2015: 766 - 2016: 765 - 2017: 759 | - 2018: 768 - 2019: 765 - 2020: 769 - 2021: 769 - 2022: 775 |

Datenquelle: Thüringer Landesamt für Statistik

## Politik

### Gemeinderat
Der Gemeinderat von Reinholterode setzt sich aus acht Gemeinderatsmitgliedern zusammen.
- CDU: 8 Sitze

(Stand: Kommunalwahl am 7. Juni 2009)
Nach der Wahl 2014 blieb die Sitzverteilung unverändert.

### Bürgermeister
Der ehrenamtliche Bürgermeister Reinhard Friese (CDU) wurde am 6. Juni 2010 gewählt.

## Religion

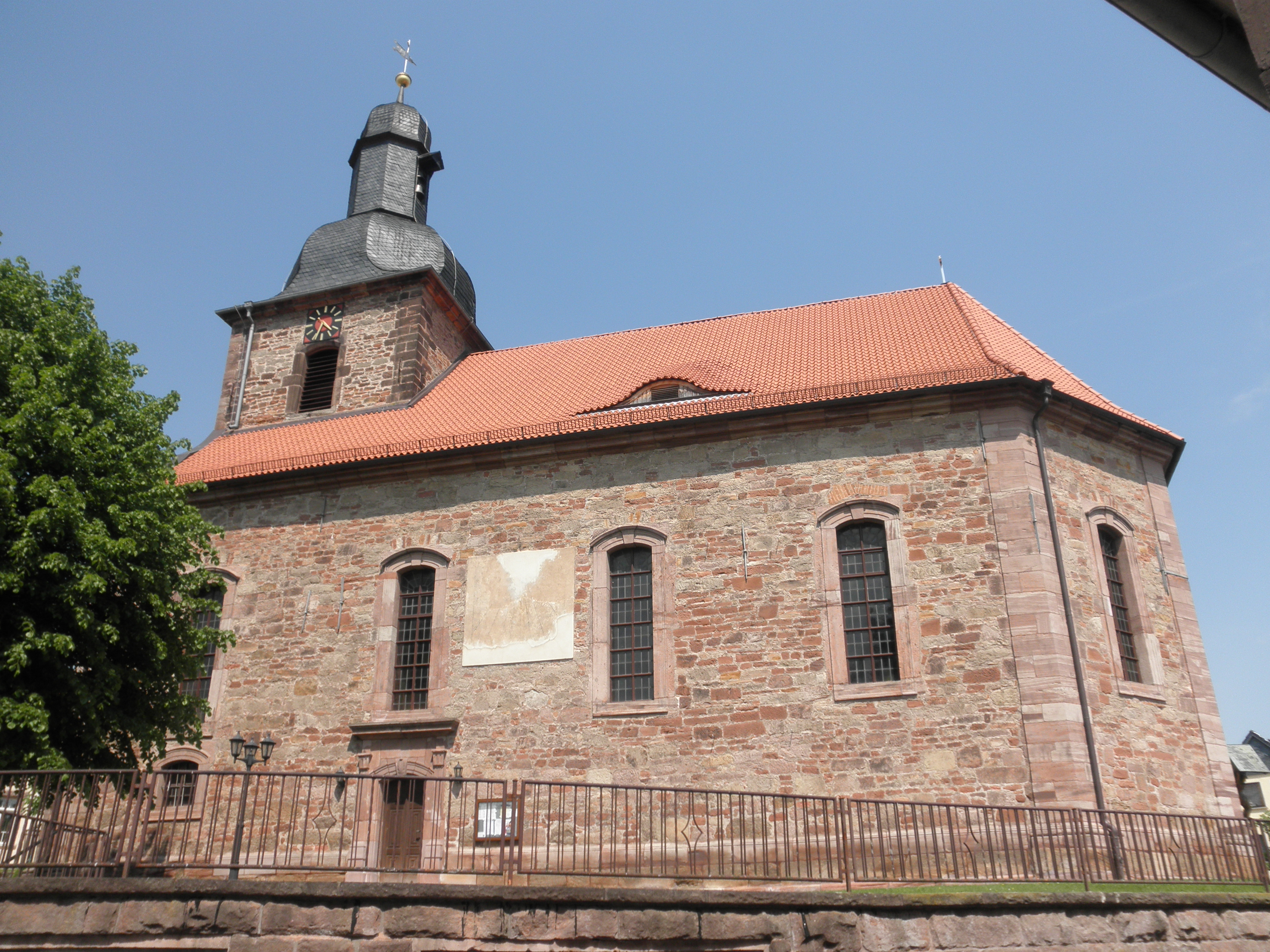
Kirche „St. Petrus in Ketten“ in Reinholterode

Reinholterode ist als Filiale von Steinbach ein katholisches Kirchdorf.
Die Kirche St. Petrus in Ketten wurde zwischen 1755 und 1760/61 gebaut.

## Sehenswertes
Sehenswürdigkeiten von Reinholterode sind:
- Kirche im Ortskern
- Petersklus an der Straße nach Günterode
- Heimatstube

## Verkehrsanbindung
Über die Landesstraße L 2018 und die Kreisstraße K 101 ist der Ort an die umliegenden Gemeinden angeschlossen. Busse der Verkehrsgesellschaft Landkreis Eichsfeld verbinden Reinholterode mit dem vier Kilometer entfernten Bodenrode-Westhausen und dem neun Kilometer entfernten Heiligenstadt. Heilbad Heiligenstadt ist auch der nächstgelegene Regional-Express-Bahnhof (Linie Halle (Saale)–Kassel), während in Bodenrode nur Regionalbahnen halten (Richtung Nordhausen und Kassel).
Am Südrand des Gemeindegebietes führen die Bundesautobahn 38 und ungefähr drei Kilometer südlich die parallele ehemalige Bundesstraße 80 vorbei.

## Töchter und Söhne
- Karl Hackethal (1901–1990), Politiker (CDU)
- Julius Hackethal (1921–1997), Mediziner, Buchautor und Medizinkritiker.
- Meinhard Adler (1937–2024), Mediziner, Buchautor und Neurowissenschaftler